# Josef Vacenovský
Josef Vacenovský (Ratíškovice, 1937. július 9. – 2023. december 4.) csehszlovák válogatott cseh labdarúgó, edző.

## Sikerei, díjai
- Csehszlovákia
  - Európa-bajnokság bronzérmes: 1960
- Dukla Praha
  - Csehszlovák bajnok: 1958, 1961, 1962, 1963, 1964, 1966
  - Csehszlovák kupa: 1961, 1965, 1966, 1969

## Statisztika

### Mérkőzése a csehszlovák válogatottban
| Csehszlovákia | Csehszlovákia        | Csehszlovákia                  | Csehszlovákia | Csehszlovákia | Csehszlovákia | Csehszlovákia | Csehszlovákia | Csehszlovákia |
| #             | Dátum                | Helyszín                       | Hazai         | Eredmény      | Vendég        | Kiírás        | Gólok         | Esemény       |
| ------------- | -------------------- | ------------------------------ | ------------- | ------------- | ------------- | ------------- | ------------- | ------------- |
| 1.            | 1964. szeptember 13. | Varsó, Stadion Dziesięciolecia | Lengyelország | 2 – 1         | Csehszlovákia | barátságos    | -             |               |
|               | Összesen             |                                |               | 1             | mérkőzés      |               | 0             | gól           |